# Garganta de Olduvai
La garganta de Olduvai u Oldupai (del suajili: Bonde la Oltupai) es un conjunto de  yacimientos paleontológicos y arqueológicos prehistóricos perteneciente a la cultura olduvayenses y achelenses. Localizada al norte de Tanzania constituye uno de los lugares más importantes de África del Este. Los sedimentos que afloran en los barrancos de este cañón han proporcionado restos fósiles estrechamente vinculados con la evolución humana.
Está ubicada al Este de la llanura del Serengueti, dentro de lo que es el Gran Valle del Rift, una gran depresión que comprende unos 2900 km, donde la tectónica y la erosión han dejado al descubierto sedimentos de una antigüedad comprendida entre algo más de 2 Ma hasta hace unos 15 000 años (Plioceno superior - Pleistoceno).

## Origen del nombre

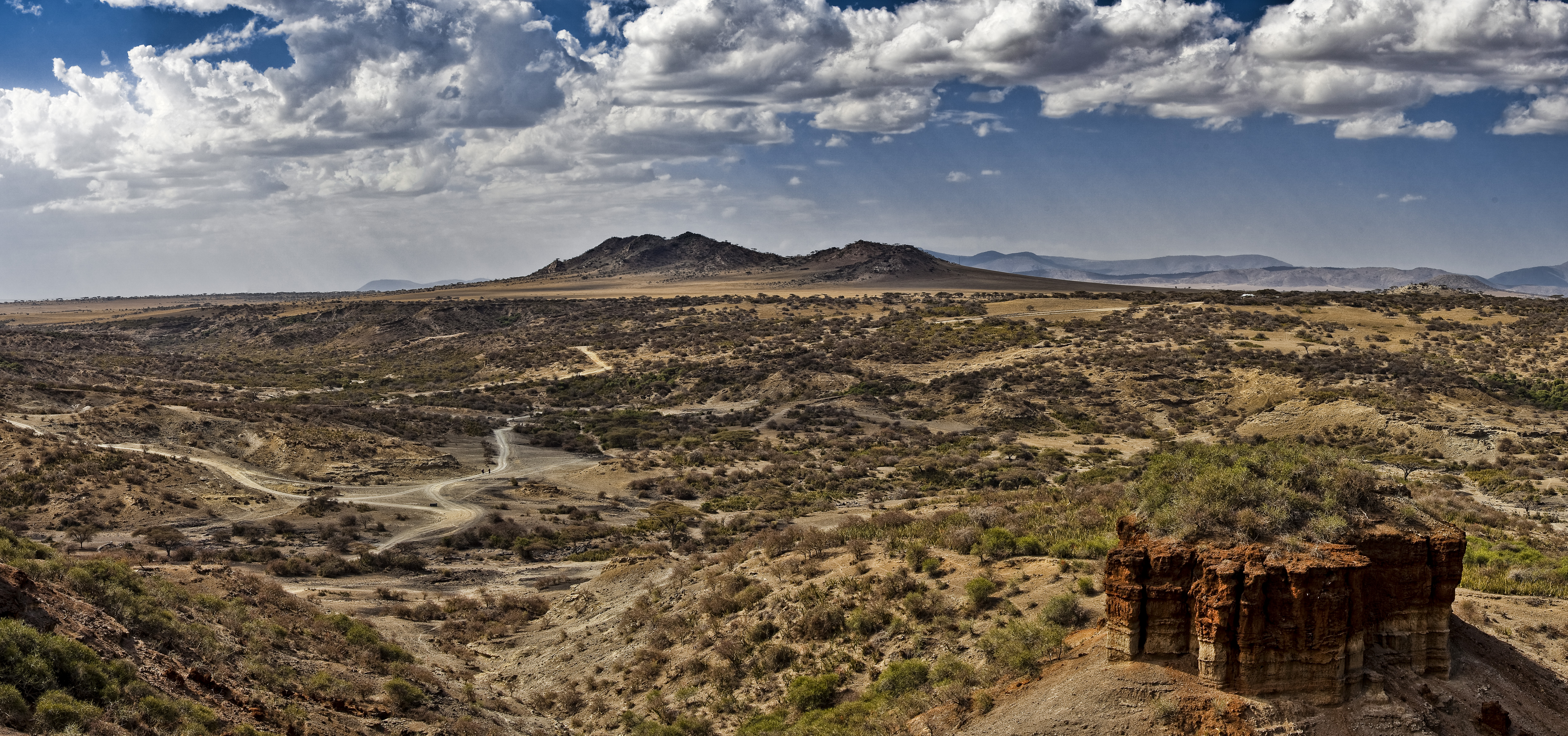
La garganta de Olduvai en 2009.

En la actualidad, el gobierno tanzano prefiere denominar el sitio con su nombre original masái, "Oldupai", y así se encuentra escrito en los indicadores de carretera. El término proviene del nombre local de la planta Sansevieria ehrenbergii, muy abundante en esta zona, cuya principal característica es que retiene en su interior agua, por lo que es masticada por elefantes y masais cuando este líquido escasea. La confusión se arrastra desde que llegaron los primeros exploradores alemanes a principios del siglo XX, que transcribieron incorrectamente su nombre original.

## Geología y paleontología

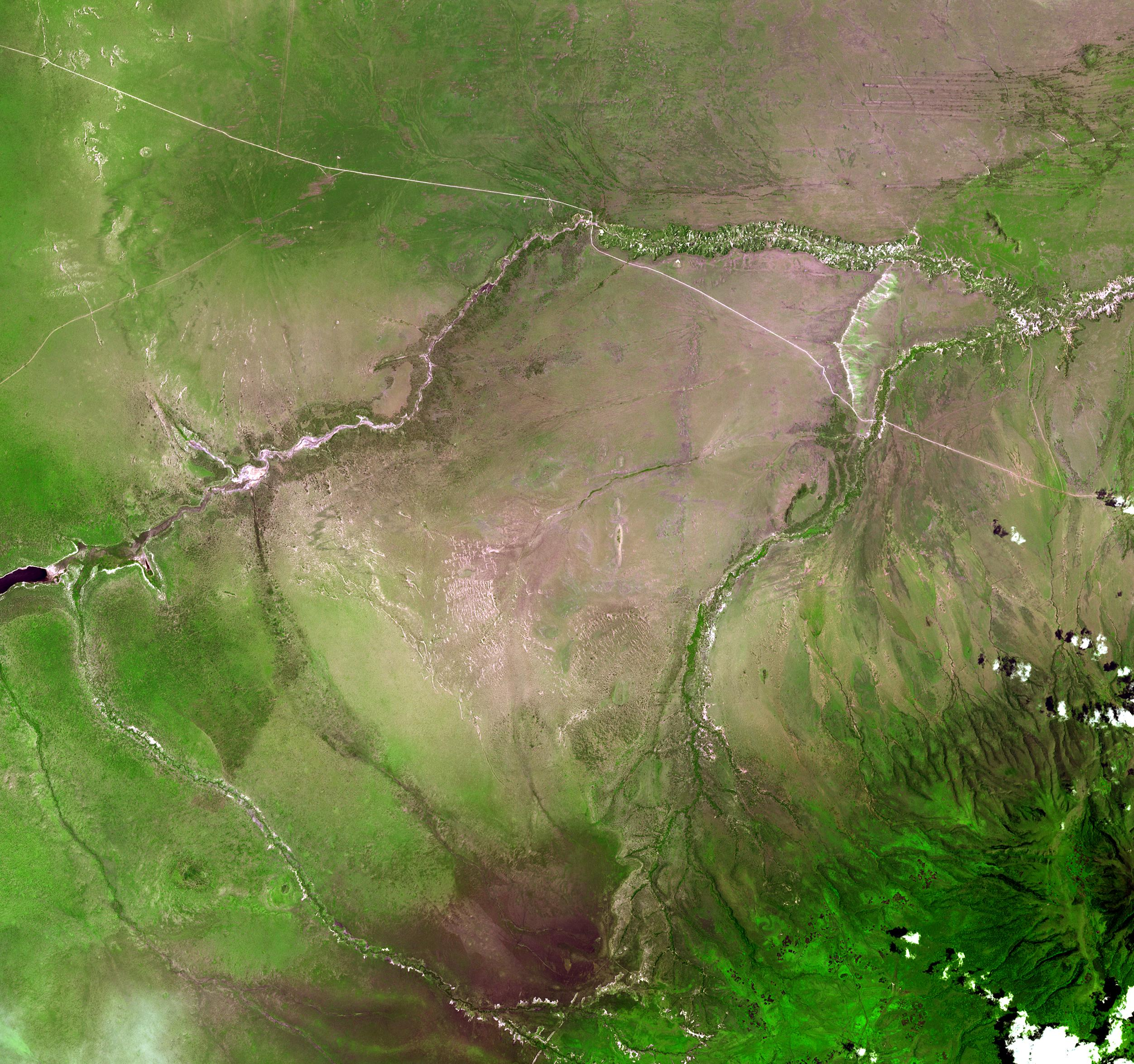
Garganta de Olduvai vista desde el espacio.

Hace millones de años este emplazamiento estaba ocupado por un gran lago, cuyas orillas se cubrieron con depósitos sucesivos de cenizas volcánicas. Hace unos 500 000 años la actividad tectónica produjo la modificación de la red fluvial, drenándose el lago y comenzando a erosionar los sedimentos. Actualmente, en las paredes de la garganta, ha quedado al descubierto un conjunto estratigráfico de unos cien metros de espesor en el que se han diferenciado hasta siete niveles principales.
El conjunto sedimentario corresponde a depósitos de origen lacustre, aluviales y fluviales, con intercalaciones de tobas volcánicas.
Las capas de cenizas y piedras volcánicas (piroclastos) permiten realizar dataciones radiométricas, principalmente con los métodos de datación por potasio-argón (40K/40Ar) y argón-argón (40Ar/39Ar) y por tanto fechar los objetos que contienen (o datar por encima o por debajo, según se ubiquen en la serie).
La garganta de Olduvai tiene la distinción de tener los testimonios más antiguos de caza de elefantes, que se atribuye a Homo ergaster.[cita requerida]

### Estratigrafía
En la base, el término inferior de la serie, y por debajo de las capas sedimentarias, se encuentran rocas volcánicas, las ignimbritas de Naabi, cuyo techo se ha datado en torno a los 2 Ma.
El nivel con restos arqueológicos más antiguo, conocido como Capa I (Bed I), y de unos 50 m de potencia, registra asentamientos con una industria lítica muy primitiva, desarrollada con lascas fabricadas con basalto y cuarzo. Dado que este tipo de herramientas se descubrieron por primera vez en este lugar, la etapa cultural en la que se produjeron fue denominada Olduvayense por Mary Leakey. Los huesos que se hallan en esta capa son de homínidos primitivos como Paranthropus boisei y de los primeros especímenes encontrados de Homo habilis. El techo de la unidad está datado en 1,8 Ma.
Por encima de esta, se encuentra la Capa II, de 15 a 20 m de potencia, que registra una reducción gradual del primitivo lago e importante actividad tectónica fechada en unos 1,6 Ma. Las herramientas de piedra empiezan a ser sustituidos por bifaces más sofisticados de la industria achelense, que coexiste con un Olduvayense evolucionado. El final de esta capa podría datarse en unos 1,2 Ma.
El conjunto de las Capas III y IV no supera los 11 m de espesor, y corresponden a sedimentos aluviales, ya desaparecido el lago de los episodios precedentes. Se siguen encontrado herramientas achelenses y olduvayenses evolucionadas, atribuidas a Homo ergaster. La datación del techo de la Capa IV no está bien definida, pero datos paleomagnéticos de los niveles posteriores indican una edad anterior a 1 Ma. 
Posteriormente se formaron las capas siguientes, que se han denominado Capas Masek (Masek Beds, de 1 Ma a 400 000 años) –con un período de importante actividad tectónica y vulcanismo entre 600 000 y 400 000 años–, Capas Ndutu (400 000 a 75 000 años) y Capas Naisiusiu (22 000 a 15 000 años) y que contienen herramientas de la industria lítica desarrollada por Homo sapiens.

## Historia
El entomólogo Wilhelm Kattwinkel recolectó fósiles en el lugar en 1911, tras lo cual fue organizada una expedición dirigida por el geólogo Hans Reck, que en 1913 descubrió un esqueleto humano. Los trabajos de excavación fueron iniciados por el matrimonio Louis y Mary Leakey en los años 1950 y fueron continuados durante el siglo XX por el profesor Fidelis Masao de la Open University of Tanzania con ayuda financiera del Earthwatch Institute. Hubo también equipos de arqueólogos de la Rutgers University (Universidad Estatal de Nueva Jersey). 
Desde 2006 hasta 2016 trabajó en este emplazamiento un equipo internacional financiado, en mayor parte, por entidades españolas, dirigido entre otros por los prehistoriadores Manuel Domínguez-Rodrigo, profesor en la Universidad Complutense de Madrid, y Enrique Baquedano, director del Museo Arqueológico Regional de la Comunidad de Madrid, ambos codirectores del Instituto de la Evolución en África (IDEA).

## Museo
En las proximidades de la garganta está situado el Museo de la garganta de Olduvai (Olduvai Gorge Museum en inglés), que presenta exposiciones relativas a la historia de la garganta. 